# Hydroptila annulicornis
Hydroptila annulicornis är en nattsländeart som beskrevs av Matsumura 1931. Hydroptila annulicornis ingår i släktet Hydroptila och familjen smånattsländor. Inga underarter finns listade i Catalogue of Life.